# 4601 Ludkewycz
A 4601 Ludkewycz (ideiglenes jelöléssel 1986 LB) a Naprendszer kisbolygóövében található aszteroida. Marian Rudnyk fedezte fel 1986. június 3-án.